# Basilika Unserer Lieben Frau von Coromoto

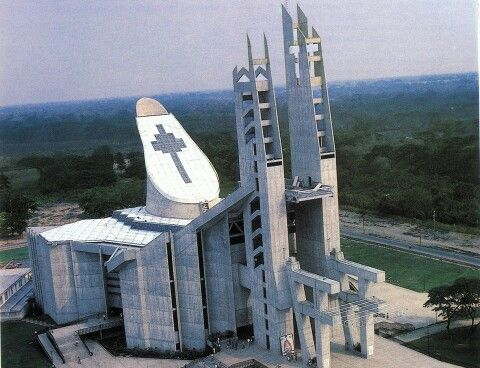
Luftaufnahme der Basilika

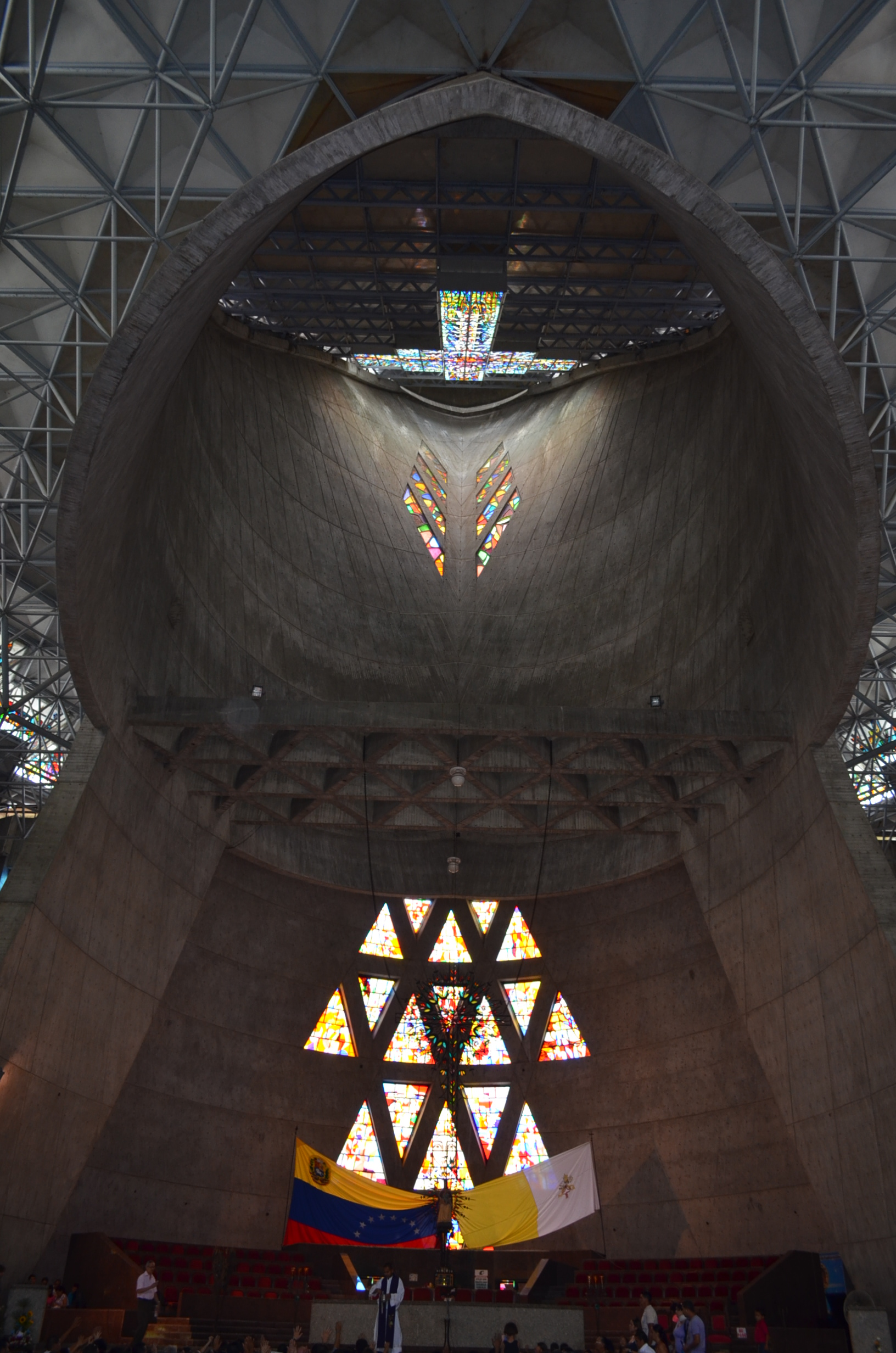
Innenraum der Kirche

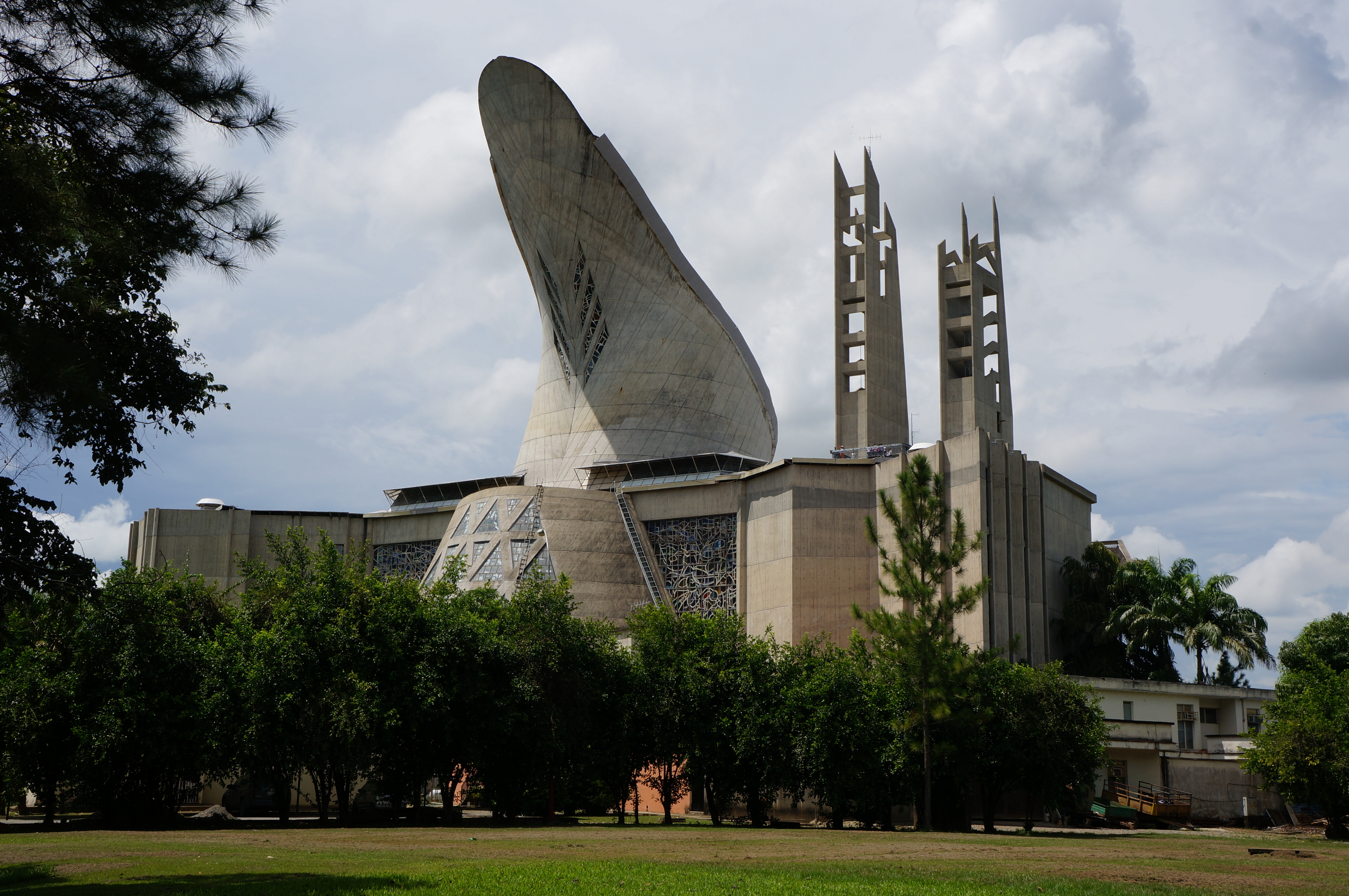
Außenansicht auf die Altarseite

Die Basilika Unserer Lieben Frau von Coromoto ist ein venezolanisches Nationalheiligtum 25 Kilometer nördlich der Stadt Guanare in der Provinz Portuguesa. Die römisch-katholische Wallfahrtskirche des Bistums Guanare ist unter Anrufung der Schutzpatronin Venezuelas, Unserer Liebe Frau von Coromoto, gewidmet und trägt den Titel einer Basilica minor. Die Kirche wurde im Stil des Brutalismus errichtet und 1996 fertiggestellt.

## Geschichte
Das Heiligtum wurde an der Stelle der zweiten Erscheinung der Jungfrau von Coromoto errichtet. Der Architekt Erasmo Calvani entwarf die Kirche 1975, der Bau erfolgte von 1982 bis 1996. Papst Johannes Paul II. weihte das Heiligtum am 10. Februar des Jahres während seiner ersten Auslandsreise des Jahres. 2007 erhob Papst Benedikt XVI. die Kirche in den Rang einer Basilica minor.

## Beschreibung
Die Kirche wurde als Stahlbetonbau im Stil des Brutalismus entworfen. Über der Kirche erhebt sich die besondere Struktur der Kuppel, sie bildet einen doppelt elliptischen Hyperboloid. Die pultartige, zum Eingang hin geneigte Fläche beleuchtet den Altarbereich durch ein großes, kreuzförmiges Fenster, sie erreicht eine Höhe von 54 Metern. Ihre zwei Türme über dem Eingangsbereich ragen fast 80 Meter hoch. Der Kircheninnenraum fasst 2500 Menschen, der Platz vor der Basilika kann bis zu 50.000 Gläubige aufnehmen. Die Fenster sind mit Glasmalereien des Künstlers Guillermo Márquez ausgestattet. Die Kirche verfügt über Marmorböden und drei Altäre. Hinter dem Hauptaltar wird oberhalb der Fahnen des Vatikans und Venezuelas der Thron der Jungfrau Maria dargestellt, wie die Jungfrau von Coromoto am 8. September 1652 einem Indio erschien. Im Altar im linken Seitenschiff befindet sich die Kapelle des Allerheiligsten Sakraments. Der rechte Altar ist Johannes dem Täufer gewidmet und dient als Ort der Taufe.